# Aniba ferrea
Aniba ferrea es una especie de planta con flor en la familia Lauraceae. 
Es endémica de Brasil, en Manaus, y en Guyana.
Es un árbol maderable, y en  FAO.ORG está codificada "LORO" y su nombre común "louro rosa".
Se extrae un aceite esencial para farmacéutica y perfumería.

## Fuente
- World Conservation Monitoring Centre 1998.  Aniba ferrea.   2006 IUCN Lista Roja de Especies Amenazadas; bajado 20 de agosto de 2007